# Non-Dit
Pour plus de détails, voir Fiche technique et Distribution.
NON-DIT est un film allemand écrit et réalisé par Claudia Boysen en 2016.

## Synopsis
En vacances sur la belle île de La Palma, deux amies proches, Marie et Sarah, testent les limites entre l’amitié et l’amour. Une nuit, en bivouac sur un sommet volcanique, elles font l’amour. Marie quitte subitement l’île pour retourner dans les bras de Ben, son petit ami un peu plus âgé qu’elle. Quelques mois plus tard, Sarah se retrouve devant chez Marie et la pousse à prendre une décision.

## Fiche technique
- Titre : Non-Dit
- Réalisation : Claudia Boysen
- Scénario : Claudia Boysen
- Producteur : Michael Gautsch
- Musique : Miriam Jones
- Pays d'origine :  Allemagne
- Langue d'origine : allemand
- Lieux de tournage :
- Genre : Drame, romance saphique
- Durée : 95 minutes (1 h 35)
- Date de sortie :
  -  Allemagne 17 novembre 2016

## Distribution
- Sophie Charlotte Conrad : Sarah
- Felicia Ruf : Marie
- Alexander Khuon (de) : Ben
- Francisco Javier García Socorro : Javier

## Accueil

### Critique
La réalisatrice et scénariste Claudia Boysen ne se contente pas de raconter l’histoired’un triangle amoureux sur l'orientation sexuelle. L'intrigue se révèle être beaucoup plus sophistiquée car les deux femmes se battent pour sauver leur amitié. Toutes deux excellent dans le rôle de l’amie. Sarah apprécie ce qu'elle reçoit de Marie, mais le fait que ça n’aille pas plus loin la plonge dans le désarroi. Marie quant à elle lutte sans relâche contre cette dynamique destructrice et veut préserver cette amitié. La dernière partie du film, qui se déroule plus tard dans l’histoire, révèle l’ingéniosité et la profondeur de l’œuvre.
Le champ de bataille amoureux se trouve cette fois à Palma. Deux jeunes femmes s’y rendent en vacances, l’une tombe amoureuse de l’autre, mais cette dernière ne veut qu’une relation basée sur l’amitié. Ou peut-être sur le sexe? Les protagonistes de Claudia Boysen gravitent autour des thèmes de la douleur et du désir. Le film en devient parfois difficile, mais cela permet à ces jeunes femmes de finalement parvenir à l’autodétermination.
Boysen fait une très belle analyse, son talent de l’introspection se fait sentir à chaque scène. On a presque l’impression qu’elle mène comme une expérience scientifique avec ces deux actrices de talent. Bien sûr, cela reste un film allemand. En comparant à «La vie d’Adèle», de Kechiche, le traitement allemand de cette thématique ne se fait pas sans barbillon intellectuel, la rationalité est très présente et le côté émotionnel est mis de côté; cependant, cette posture souligne le côté expérimentation, de l’essai, l’idée de recherche.